# Campionato italiano di calcio da tavolo 1978
Il quarto campionato italiano di Subbuteo agonistico (calcio da tavolo) venne organizzano dalla F.I.C.M.S. a Roma nel 1978. La gara venne suddivisa nelle categoria "Seniores" e "Juniores". Quest'ultima riservata ai giocatori "Under16".

## Medagliere
| Pos. | Regione               |   |   |   | Totale |
| ---- | --------------------- | - | - | - | ------ |
| 1    | Liguria               | 1 | 1 | 0 | 2      |
| 2    | Lazio                 | 1 | 1 | 0 | 2      |
| 3    | Friuli-Venezia Giulia | 0 | 0 | 2 | 2      |

## Risultati

### Categoria Seniores

#### Semifinali
- Alessandro Scaletti - Piero Gola 3-1
- Paolo Casali - Stefano De Francesco 2-1

#### Finali
Finale 3º/4º posto
Piero Gola - Stefano De Francesco 3-4
Finale 1º/2º posto
Alessandro Scaletti - Paolo Casali 6-2

### Categoria Juniores

#### Semifinali
- Raffaele Mancini - Renzo Frignani
- Nicola Di Lernia  - Massimo Petrangeli

#### Finali
Finale 3º/4º posto
Raffaele Mancini - Massimo Petrangeli 2-0
Finale 1º/2º posto
Renzo Frignani - Nicola Di Lernia 4-3